# フィクトーリア・リントパインター
フィクトーリア・リントパインター（ドイツ語: Viktoria Lindpaintner、1918年2月13日 - 1965年4月29日）は、ドイツ、フランクフルト・アム・マイン出身のフィギュアスケート選手（女子シングル）。1936年ガルミッシュ・パルテンキルヘンオリンピックドイツ代表。

## 主な戦績
| 大会/年      | 1934-35 | 1935-36 | 1936-37 |
| ------------ | ------- | ------- | ------- |
| オリンピック |         | 8       |         |
| 世界選手権   |         | 6       | 11      |
| 欧州選手権   | 12      | 8       |         |
| ドイツ選手権 | 3       | 1       |         |